# Alone (Paola Iezzi)
Alone è un brano musicale della cantautrice italiana Paola Iezzi, componente del duo musicale Paola & Chiara, primo singolo da lei pubblicato come solista nel gennaio 2009.

## Descrizione
Scritta a fine dicembre 2006, Alone è stata composta dalla stessa Paola Iezzi sia nel testo che nella musica, ed è stata pubblicata il 16 gennaio 2009 dall'etichetta indipendente Trepertre all'interno di un EP in formato fisico e digitale. Oltre al brano e due suoi remix, nell'EP sono presenti una versione in lingua italiana del singolo, scritta insieme a Niccolò Agliardi, dal titolo Io mi perdono, e una cover di Wrapped Around Your Finger dei The Police.
Nel febbraio del 2009 è stato pubblicato solo per iTunes un nuovo EP contenente otto remix della canzone, dal titolo Dancing Alone.

## Video musicale
Il video del brano, diretto da Paolo Santambrogio, è stato pubblicato sul canale YouTube dell'artista il 13 gennaio 2009. Il video per la versione italiana del brano è stato reso disponibile dieci giorni dopo, il 23 gennaio 2009.

## Tracce
Testo e musica di Paola Iezzi.
Download digitale
1. Alone – 5:00

Alone – EP
1. Alone – 5:00
2. Wrapped Around Your Finger (cover dei The Police) – 4:15
3. Alone (The Uncle Dog Remix) – 5:49
4. Alone (Intravenous Rmx by Marsmobil) – 5:44
5. Io mi perdono (Alone) – 5:00 (Paola Iezzi, Niccolò Agliardi)

Dancing Alone – remixes EP
1. Alone (Rash Incantation Down On My Knees Mix By Cristiano Norbedo & Nathan Maria Radovic) – 7:18
2. Alone (Marco Bastianon & Danny Verde Rmx) – 7:25
3. Alone (The He-Art of The Circus Rmx by Dj Mixandra) – 8:04
4. Alone (Marco Bastianon & Danny Verde Deep Mix) – 7:25
5. Io mi perdono (Alone) (Black Rose Rmx By Dj Mixandra) – 5:34
6. Alone (Dany-T AstraRemix) – 7:34
7. Alone (Old but Gold Rmx by Bastianon-Caglioni-Granata) – 5:00
8. Io mi perdono (Alone) (Dj Mixandra Stoned Mix) – 5:44